# Virtua Racing (jeu vidéo)
Virtua Racing est un jeu vidéo de course développé par Sega-AM2 et commercialisé par Sega sur le système d'arcade Model 1 en 1992. Le jeu a été porté sur Mega Drive en 1994. Il propose trois circuits différents, à la difficulté croissante (Big Forest, Bay Bridge, Acropolis). Plusieurs vues sont par ailleurs disponibles,,,,.
Le jeu fait partie de la série Virtua Racing, dont il constitue le premier épisode.
Virtua Racing a connu plusieurs suites, sorties sur 32X et Sega Saturn, et a été réadapté sur PlayStation 2 et Nintendo Switch via le label Sega Ages.

## Développement
À sa sortie en arcade, il était techniquement impossible de réaliser un portage décent sur la console de Sega de l'époque, la Mega Drive, trop peu puissante. Le développement d'une cartouche de jeu spécifique, qui incorpore une puce destinée à améliorer le traitement graphiques 3D, le Sega Virtua Processor, a finalement permis la sortie du jeu sur la console en 1994. Bien qu'impressionnant techniquement pour un jeu Mega Drive, cette version souffre d'un nombre de polygones inférieur à l'original.
Par la suite une version pour la 32X est apparue, disposant de plusieurs améliorations : deux circuits supplémentaires, Highland et Sand Park, ainsi que deux nouvelles catégories de véhicules, stock-car et en prototype. Une version Saturn, développée par Time Warner Interactive, est sortie en 1996. Enfin un remake du jeu a été inclus à la compilation Sega Arcade Classics, sortie au Japon en 2003 puis aux États-Unis, et finalement en 2006 en Europe.
En 2019, une version Nintendo Switch a été commercialisée ajoutant pour la première fois un mode deux joueurs en ligne et un mode multijoueurs hors ligne jusqu'à huit joueurs sur un même écran.

## Différences entre les versions
La version arcade disponible sur divers types de bornes existait sous la forme d'une F1 avec un siège équipé de verins. Le siège était équipé de 9 poches d'air se gonflant instantanément à l'aide d'électrovannes pour recréer les sensations des G d'accélération, de freinage, et latérales. Contrairement aux autres versions, le « retour de force » de cette version F1 est également géré de manière pneumatique apportant plus de souplesse à la conduite. Cette version était équipée d'un compresseur d'air à réservoir permettant de faire fonctionner l'ensemble.
Les développeurs de la version Mega Drive ont caché des animaux sur les premier et dernier circuits, lesquels ne se trouvent pas dans la version arcade.

## Accueil
La version Mega Drive, est notée 96 % à sa sortie en import, dans Joypad (magazine) par T.S.R et Trazom. À sa sortie européenne le jeu est noté 96 % par Olivier et Greg dans Joypad